# ヤニス・アナスタシウ
ヤニス・アナスタシウ（ギリシア語: Γιάννης Αναστασίου、1973年3月5日 - ）は、ギリシャの元サッカー選手、現サッカー指導者。元ギリシャ代表。現役時代のポジションはフォワード。現在はスーパーリーグのキフィシアの監督を務める。

## クラブ歴
プレヴェザFCで選手となり、エスニコス・ピラエウスFC、OFIクレタを経てベルギーのRSCアンデルレヒトに移籍。その後はオランダに渡りローダJC、アヤックス・アムステルダム、スパルタ・ロッテルダム、オムニワールドに所属した。

## 代表歴
1998年から1999年にかけて5試合に出場した。

## 監督歴

### アシスタント
2008年に選手引退後、パナシナイコスFCでヘンク・テン・カテ監督のアシスタントを務めた。2011年にヨング・アヤックスのアシスタントコーチに就任。2013年1月にレディングFCでブライアン・マクダーモット監督の下コーチを務めた。しかし3月11日にマクダーモットがクラブを去ったために彼も去る事となった。

### パナシナイコス
2013年5月にパナシナイコスFCの監督に就任。監督初年度にしてキペロ・エラーダスを制した。さらにダービー相手であるオリンピアコスFC相手にアウェーで3-0の快勝もなしとげた。リーグは4位でUEFAチャンピオンズリーグの3次予選にも進出した。2015年2月に2014年のギリシャ最優秀監督賞を受賞。
2014-15シーズンはUEFAチャンピオンズリーグ 2014-15 予選でスタンダール・リエージュに敗れた。そのため、UEFAヨーロッパリーグ 2014-15に出場したがグループEでは最下位に沈んだ。他方でリーグではオリンピアコスに次ぐ2位につけた。2015年5月24日に監督100試合目を達成した。
2015-16シーズンはUEFAヨーロッパリーグ 2015-16 予選でガバラFKに敗れて本戦進出ならず。同年11月2日に双方合意の下契約を解除した。

### ローダ
2016年6月18日に1年契約でエールディヴィジのローダJCの監督に就任、彼自身にとっては2000年から2004年に選手として在籍したため、古巣への復帰となった。しかし17位に終わり降格プレーオフに参加する事となり、降格プレーオフ中の5月23日に更迭された。

### コルトレイク
ローダの監督を務めていた2017年4月24日に2016-17シーズン終了後にKVコルトレイクの監督に就任する事が同クラブから発表された。しかし11月8日に最下位との勝ち点差1まで迫り解任。

### オモニア・ニコシア
2018年11月、オモニア・ニコシアの監督に就任した。

### アトロミトス
2019年5月23日、アトロミトスFCの監督に1年の任期で就任。しかし、11月16日に退任した。

### パネトリコス
2021年7月に、パネトリコスFCの監督に就任した。

## タイトル

### 選手
アヤックス
- エールディヴィジ: 2003-04[25]

### 監督

#### クラブ
パナシナイコス
- キペロ・エラーダス: 2013-14[7]

#### 個人
- ギリシャ・スーパーリーグ年間最優秀監督賞: 2014[10]